# Acyrthosiphon capitellum
Acyrthosiphon capitellum är en insektsart som beskrevs av Zhang, G.-x. 1998. Acyrthosiphon capitellum ingår i släktet Acyrthosiphon och familjen långrörsbladlöss. Inga underarter finns listade i Catalogue of Life.